# Relaciones Croacia-Hungría
Las relaciones Croacia-Hungría se establecieron el 18 de enero de 1992 después de la independencia de Croacia de la República Federativa Socialista de Yugoslavia.
Croacia tiene una embajada en Budapest y consulados en Pécs y Nagykanizsa, mientras que Hungría tiene una embajada en Zagreb y consulados en Rijeka y Split.
En 1102, el Reino de Croacia y el Reino de Hungría, anteriormente independientes, entraron en unión personal y fueron gobernados por el mismo rey, Ladislao I. Tras las conquistas otomanas y una derrota en la batalla de Mohács en 1527, la nobleza croata eligió al emperador romano santo Fernando I como el nuevo rey de Croacia. La nobleza húngara se dividió, pero los Habsburgo anexaron el Reino de Hungría, manteniendo a Croacia y Hungría bajo una sola corona. Durante la Revolución húngara de 1848, Croacia se puso al lado de los austriacos, de modo que el ban croata Josip Jelačić ayudó a Austria a derrotar a las fuerzas húngaras en 1849 e inauguró un período de germanización. En la década de 1860, el fracaso de esta política se hizo evidente, lo que llevó al compromiso austrohúngaro de 1867 y la creación de una unión personal entre las coronas del Imperio Austríaco y el Reino de Hungría. El problema del estatus de Croacia en Hungría fue resuelto por el acuerdo croata-húngaro de 1868, cuando los reinos de Croacia y Eslavonia se unieron en el Reino de Croacia-Eslavonia. Después de la ruptura de Austria-Hungría al ser derrotada en la Primera Guerra Mundial, el Parlamento de Croacia declaró la independencia el 29 de octubre de 1918 y decidió unirse al recién formado Estado de los Eslovenos, Croatas y Serbios, poniendo fin al régimen de los Habsburgo y a la unión personal con Hungría después de 816 años. Mediante el Tratado de Trianón, Hungría perdió Međimurje y la parte meridional de Baranya, que fueron cedidas a Croacia. Desde la Segunda Guerra Mundial, las relaciones entre los dos estados se han definido mediante la cooperación con los nazis, los soviéticos y Yugoslavia hasta las revoluciones de 1989 y la disolución de Yugoslavia. Hungría reconoció la independencia de Croacia con el resto de la Comunidad Económica Europea en 1992 y apoyó al Estado europeo durante su guerra de independencia.
Los altos funcionarios croatas y húngaros suelen reunirse varias veces al año. El comercio entre Croacia y Hungría ascendió a 1020 millones de dólares en 2012, en gran parte a las exportaciones húngaras a Croacia. Los turistas húngaros contribuyen significativamente al turismo croata; en 2009, un total de 323 000 turistas húngaros visitaron Croacia, incluyendo el primer ministro húngaro Viktor Orbán, que durante las últimas décadas ha pasado sus vacaciones de verano en Dalmacia. Ambos países coordinan el desarrollo de la infraestructura transfronteriza. Los corredores paneuropeos Vb y Vc conectan Budapest con el mar Adriático a través de Zagreb y Osijek. Ambos países tienen minorías considerables que viven a través de su frontera común y ambos han aprobado leyes para proteger los derechos de estas.
Croacia y Hungría son parte de 96 tratados bilaterales y miembros de varias organizaciones multinacionales, incluida la OTAN y la Unión Europea.

## Comparación de países
|                          | Croacia | Hungría |
| ------------------------ | --- | --- |
| Población                | 4 190 669 hab | 9 830 485 hab |
| Superficie               | 56 594 km² | 93 028 km² |
| Densidad de población    | 75.8/km² | 105.9/km² |
| Capital                  | Zagreb – 792 875 hab                                                                                               | Budapest – 1 759 407 hab |
| Ciudad más poblada       | Zagreb – 792 875 hab                                                                                               | Budapest – 1 759 407 hab |
| Gobierno                 | República parlamentaria unitaria                                                                                   | República parlamentaria unitaria |
| Lengua oficial           | Croata | Húngaro |
| Religiones principales   | 86.3% Iglesia católica, 4.4% Iglesia ortodoxa, 0.2% Protestantismo, 1.5% Islamismo, 3.8% no religiosos, 3.7% otros | 38.9% Iglesia católica (latina, oriental), 13.8% Protestantismo (reformado, evangélico), 0.2% Iglesia ortodoxa, 0.1% Judaísmo, 1.7% otros, 16.7% no religiosos, 1.5% Ateísmo, 27.2% no declarado |
| Grupos étnicos           | 90.4% Croatas, 4.4% serbios, 5.2% otros                                                                            | 83.7% Húngaros, 3.1% romaníes, 1.3% germanos, 14.7% no declarado |
| Moneda                   | Euro (€) – EUR | Forinto húngaro (Ft) – HUF |
| PIB (PPA)                | $100 006 billones, $24 053 per cápita                                                                              | $265 037 billones, $26 941 per cápita |
| PIB (nominal)            | $51 945 billones, $12 405 per cápita                                                                               | $125 297 billones, $12 767 per cápita |
| Población de extranjeros | 14 048 ciudadanos húngaros vivían en Croacia en 2011 (censo)                                                       | 26 774 ciudadanos croatas vivían en Hungría en 2011 (censo) |

## Actualidad

### Relaciones diplomáticas
Croacia y Hungría establecieron relaciones diplomáticas el 16 y el 18 de enero de 1992, después de que Hungría reconoció la independencia de Croacia el 15 de enero de 1992. Para diciembre de 2011 Croacia mantenía una embajada en Budapest (encabezada por el embajador Ivan Bandić), un consulado general en Pécs y un consulado en Nagykanizsa. El consulado de Nagykanizsa está dirigido por un cónsul honorario. Hungría mantiene una embajada en Zagreb y consulados en Rijeka y Split. La embajada, que es encabezada por el embajador Gábor Iván, también cuenta con oficinas para los agregados militar y aeronáutico en la República de Croacia (encabezada por László Hajas) y la Oficina para los Asuntos Económicos de la Embajada de la República de Hungría en la República de Croacia (encabezado por András Péter Závoczky, el consejero para la economía y el comercio).
| Localización | Tipo      | Encabezada por    |
| ------------ | --------- | ----------------- |
| Budapest     | embajada  | Ivan Bandić       |
| Pécs         | consulado | Ljiljana Pancirov |
| Nagykanizsa  | consulado | Mijo Karagić      |

| Localización | Tipo      | Encabezada por    |
| ------------ | --------- | ----------------- |
| Zagreb       | embajada  | Gábor Iván        |
| Rijeka       | consulado | Miran Ključariček |
| Split        | consulado | Ivo Staničić      |

Los altos funcionarios croatas y húngaros (incluidos los jefes de Estado, los primeros ministros y los ministros de Asuntos Exteriores) se reúnen varias veces al año. Además, los gobiernos croata y húngaro han celebrado ocasionalmente sesiones conjuntas desde enero de 2006.
| Fecha                       | Localización | Notas |
| --------------------------- | ------------ | --- |
| 19 de junio de 2012         | Budapest     | Los oradores del Parlamento croata y de la Asamblea Nacional de Hungría Boris Šprem y László Kövér se encuentran. |
| 7 de mayo de 2012           | Budapest     | El primer ministro de Croacia Zoran Milanović se encuentra con el primer ministro de Hungría Viktor Orbán. |
| 24 de febrero de 2012       | Budapest     | La ministra de Asuntos Exteriores y Europeos de Croacia Vesna Pusić y el Ministro de Asuntos Exteriores de Hungría János Martonyi se reúnen.                                                                                       |
| 7 de diciembre de 2011      | Olgamajor    | Los oradores del Parlamento de Croacia y la Asamblea Nacional de Hungría Luka Bebic y László Kövér se reúnen. |
| 29-30 de septiembre de 2011 | Budapest     | El Presidente de Croacia Ivo Josipović visita Budapest and conoce al Presidente de Hungría Pál Schmitt. |
| 8 de febrero de 2011        | Zagreb       | El primer ministro croata Jadranka Kosor conoce al primer ministro húngaro Viktor Orbán. |
| 24 de enero de 2011         | Budapest     | El ministro de Justicia de Croacia Dražen Bošnjaković conoce la Administración húngara y ministro de Justicia Tibor Navracsics. |
| 23 de diciembre de 2010     | Zagreb       | La primera ministra croata Jadranka Kosor se reúne con el vice primer ministro húngaro Tibor Navracsics. |
| 28 de octubre de 2010       | Budapest     | Se realiza el encuentro entre Gordan Jandroković (Ministro croata de Asuntos Exteriores) y János Martonyi (Ministro de Relaciones Exteriores húngaro).                                                                             |
| 1 de octubre de 2010        | Zagreb       | El presidente húngaro Pál Schmitt se reúne con el presidente croata Ivo Josipović y la primera ministra croata Jadranka Kosor, y visita Osijek y Varaždin.                                                                         |
| 10 de septiembre de 2010    | Zagreb       | La primera ministra croata Jadranka Kosor y el vice primer ministro húngaro Tibor Navracsics asisten a las consecuencias de la adhesión de la UE a la Conferencia Judicial.                                                        |
| 22 de julio de 2010         | Budapest     | El primer ministro húngaro Viktor Orbán se reúne con la primera ministra croata Jadranka Kosor. |
| 13 de julio de 2010         | Zagreb       | La primera ministra croata Jadranka Kosor y Gordon Jandroković (ministro croata de Asuntos Exteriores) se encuentran con Pál Schmitt, Presidente de la Asamblea Nacional de Hungría y Presidente electo de Hungría en ese momento. |
| 9 de julio de 2010          | Dubrovnik    | La 5.ª Cumbre de Croacia se lleva a cabo, a la que asisten el presidente croata Ivo Josipović, la primera ministra croata Jadranka Kosor y el canciller húngaro János Martonyi.                                                    |
| 16 de abril de 2010         | Pécs         | Reunión trilateral entre los presidentes de Croacia, Hungría y Serbia: Ivo Josipović, László Sólyom y Boris Tadić. |
| 16 de marzo de 2010         | Budapest     | Visita del presidente croata Ivo Josipović. |
| 18 de enero de 2010         | Zagreb       | Visita del primer ministro húngaro Gordon Bajnai. |
| 21 de noviembre de 2009     | Barcs        | Los presidentes de Croacia y Hungría (Stjepan Mesić y László Sólyom) se reúnen con ocasión del Día de Croacia en Hungría. |
| 5 de noviembre de 2009      | Budapest     | Los presidentes Stjepan Mesić y László Sólyom se reúnen en el Foro Científico Mundial |
| 17 de septiembre de 2009    | Barcs        | Los primeros ministros Jadranka Kosor y Gordon Bajnai copresidieron una sesión conjunta del Gobierno de Croacia y el Gobierno de Hungría.                                                                                          |
| 9 de septiembre de 2009     | Zagreb       | Los ministros de Relaciones Exteriores Gordon Jandroković y Péter Balázs se reúnen para preparar una sesión conjunta de los gobiernos croata y húngaro.                                                                            |
| 10 de julio de 2009         | Dubrovnik    | Los primeros ministros Jadranka Kosor y Gordon Bajnai se reúnen en la Cumbre de Croacia 2009. |
| 27 de abril de 2009         | Luxemburgo   | Los ministros de Asuntos Exteriores Gordon Jandroković y Péter Balázs se reúnen durante el quinto Consejo de Estabilización y Adhesión UE-Croacia                                                                                  |
| 13 de marzo de 2009         | Zagreb       | La ministra de Asuntos Exteriores húngara, Kinga Göncz, visita al ministro croata de Relaciones Exteriores Gordon Jandroković y se reúne con el primer ministro Ivo Sanader y el presidente Stjepan Mesić.                         |

### Economía e infraestructura

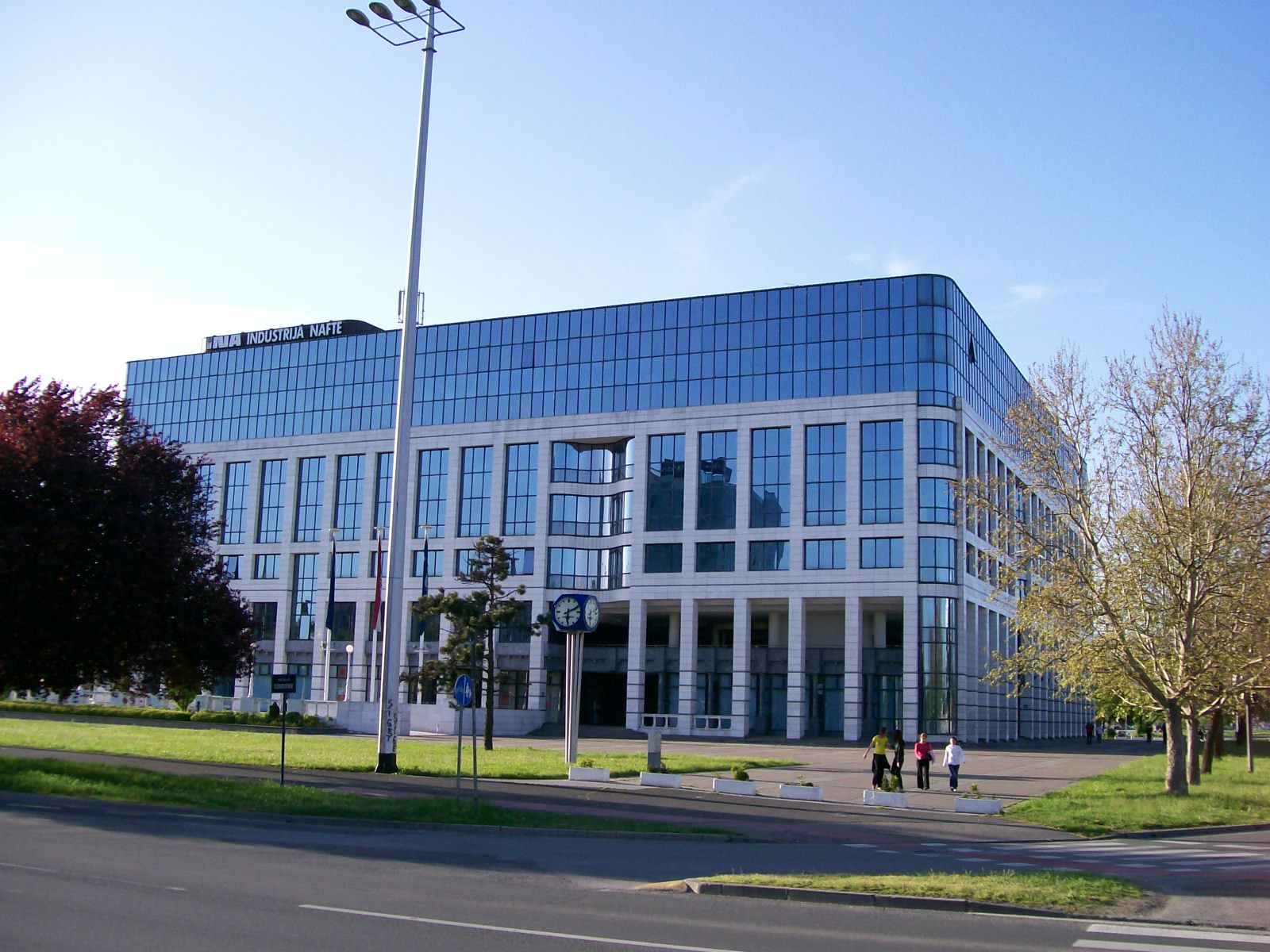
Sede de INA en Zagreb.

El comercio entre Croacia y Hungría disminuyó a 894.270€ en 2008, mientras que en 2009 ascendió a 625.083€. En 2009, las exportaciones croatas a Hungría llegaron a 132 474€, mientras que las exportaciones húngaras a Croacia ascendieron a 492.609€. En general, el volumen de comercio de 2009 representó el 2,75% del comercio exterior croata total. El comercio croata-húngaro comprende solamente una pequeña fracción del comercio exterior húngaro total: el 0,54% del total en 2009. Las inversiones húngaras en Croacia aumentaron considerablemente en 2003, alcanzando el cuarto lugar en ese año tras inversiones superiores a 630 millones de USD, principalmente en turismo y manufactura. La mayor inversión individual de ese año fue la compra de más del 25% del stock de INA por 500 millones de USD por el Grupo MOL. Para 2011, el Grupo MOL aumentó su participación en INA un 47,16%.
Los turistas húngaros contribuyen significativamente a la industria turística croata; en 2009, un total de 323.000 húngaros visitaron Croacia como turistas. Un total de 1644 millones de pernoctaciones fueron hechas por turistas húngaros en ese año solo, clasificando a los turistas húngaros como los séptimos en número de noches pasadas en Croacia (detrás de los alemanes, eslovenos, italianos, austríacos, checos y holandeses). Al mismo tiempo, los turistas húngaros gastaron más de 143 millones de kunas (aproximadamente 19 millones de euros) en Croacia, lo que representa un aumento de 69,5 millones de kunas (9,3 millones de euros) en 2008. En 2009, 103 000 croatas visitaron Hungría (excluyendo visitas familiares y de amigos), que realizaron 356 000 pernoctaciones, gastando 204.000 kunas (27 000 euros). Este gasto representó un aumento de 250% respecto a 2008.

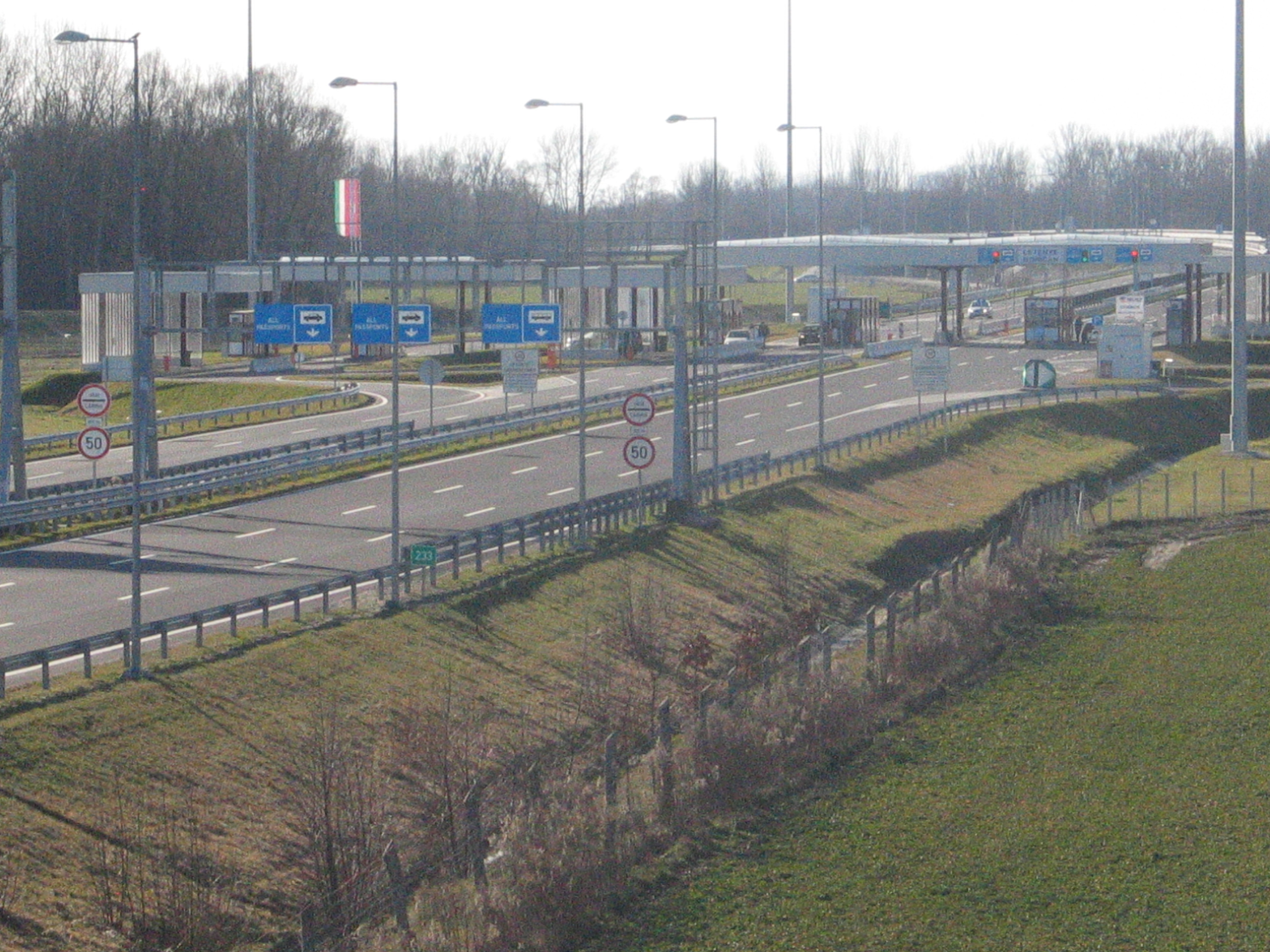
Cruce fronterizo entre Goričan y Letenye, adyacente al puente Zrinski en el M7

Croacia y Hungría coordinan el desarrollo de la infraestructura, especialmente las rutas de transporte. Los corredores paneuropeos Vb y Vc conectan Budapest con el mar Adriático a través de Zagreb y Rijeka (Vb) y a Osijek y Ploče (Vc). El corredor paneuropeo Vb comprende enlaces por carretera y ferrocarril entre las capitales húngara y croata y el puerto de Rijeka. La ruta del corredor consiste principalmente en las autopistas  M7, A4 y A6 (igual como otras varias secciones de autovía que conectan entre ellas), completado el 22 de octubre de 2008. El camino del corredor utiliza en gran medida la ruta completada en 1873, pero se planea reconstruirla para aumentar su capacidad. El corredor paneuropeo Vc se compone principalmente de las autopistas M6 y A5; sin embargo, a partir de diciembre de 2011 la autopista no se ha completado. Otras infraestructuras desarrolladas conjuntamente por Croacia y Hungría incluyen un gasoducto de 395 millones de euros y dos líneas de energía eléctrica. En la frontera de 355,5 kilómetros entre Croacia y Hungría hay seis cruces fronterizos de carreteras internacionales, tres cruces fronterizos y cinco cruces fronterizos de tráfico local. Los ciudadanos de Croacia y Hungría pueden cruzar la frontera con un pasaporte válido o una tarjeta de identidad para estancias de hasta 90 días.

### Minorías y inmigraciones

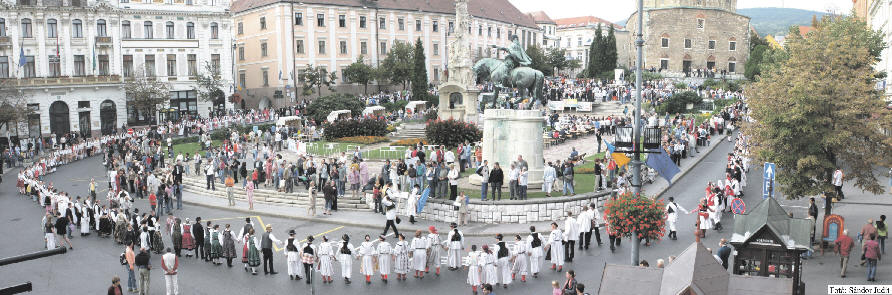
Croatas en el festival de folklore en Pécs

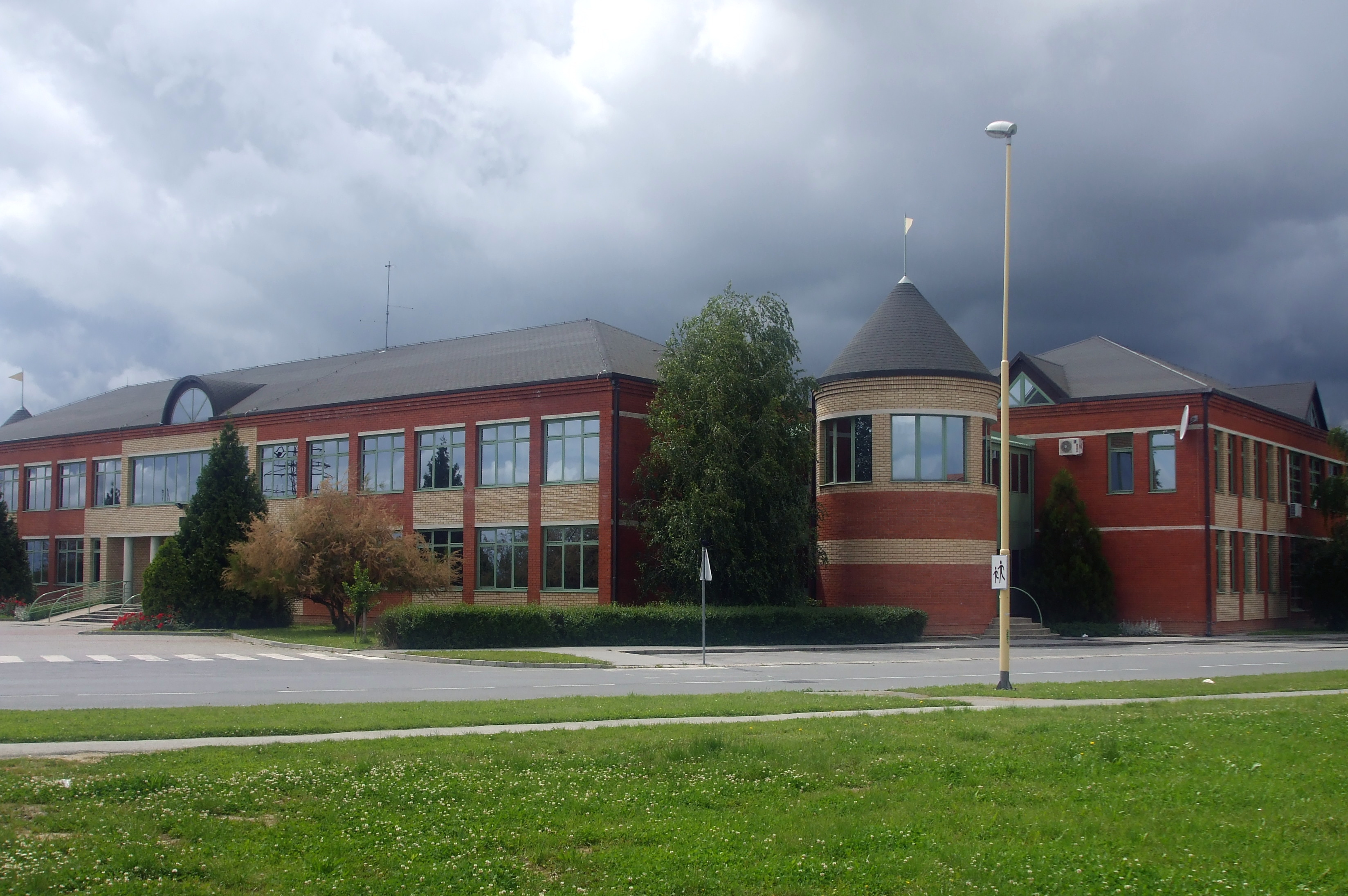
El Centro Educativo y Cultural de los Húngaros en Croacia localizado en Osijek

Según el censo de 2001, hay 16 595 húngaros que viven en Croacia, lo que representa el 0,37% de la población de Croacia. En 2000, había 15 597 croatas viviendo en Hungría, representando el 0.15% de la población total. La minoría húngara en Croacia está reconocida por la Constitución de Croacia; los derechos de las minorías (incluido el uso oficial del húngaro por los gobiernos locales y la educación en húngaro) están salvaguardados por la legislación promulgada por el Parlamento croata. Siete municipios de Croacia introdujeron el húngaro para uso oficial (en parte de su territorio o en el municipio entero), dependiendo de la distribución de la población húngara. Hay cinco organizaciones de minorías húngaras en Croacia, y la minoría húngara tiene garantizado un escaño en el Parlamento croata.
El gobierno húngaro reconoció a los croatas como una minoría nativa de Hungría; ha decidido aplicar las regulaciones opcionales de la Carta Europea de las Lenguas Minoritarias o Regionales con respecto a la lengua croata y establecer un gobierno autónomo minoritario para la minoría croata en Hungría, garantizando la autonomía cultural. La minoría croata estableció 127 gobiernos locales y 7 en condados en Hungría. Se teme que los derechos de las minorías croatas en Hungría se vean reducidos, pero el presidente de Croacia ha evaluado que los derechos de las minorías croatas y húngaras son apropiados. La minoría croata en Hungría es particularmente activa en Pécs, donde se han establecido el Instituto Científico de Croatas en Hungría y el Teatro Croata. El número de inmigrantes entre Croacia y Hungría es muy bajo; en 2009, solo 22 personas emigraron de Hungría a Croacia, mientras que una sola persona emigró de Croacia a Hungría.

### Cooperación cultural y científica
Croacia y Hungría han acordado el Programa de Cooperación Cultural, que define la cooperación y el intercambio cultural en los ámbitos de la música, el teatro y la danza y con respecto a las artes, los museos, las galerías, la literatura, las publicaciones, las bibliotecas, el cine y la protección del patrimonio cultural. El programa fue acordado el 7 de noviembre de 2011 en Budapest por los secretarios del Ministerio croata de Cultura y el Ministerio húngaro de Recursos Nacionales. El programa se refiere al período 2012-2014 y representa una continuación de la cooperación cultural a través del intercambio cultural, fuera del marco de acuerdos formales. La cooperación cultural, educativa y científica entre los dos países está cubierta por un tratado del 16 de marzo de 1994, con tratados adicionales que regulan los reconocimientos de diplomas desde el 16 de junio de 1997 y tratados y protocolos adicionales sobre cooperación científica y tecnológica firmados en 2002 y 2009. La cooperación científica y educativa implica la concesión de becas y proyectos de investigación bilaterales.

### Tratados bilaterales y organizaciones multinacionales

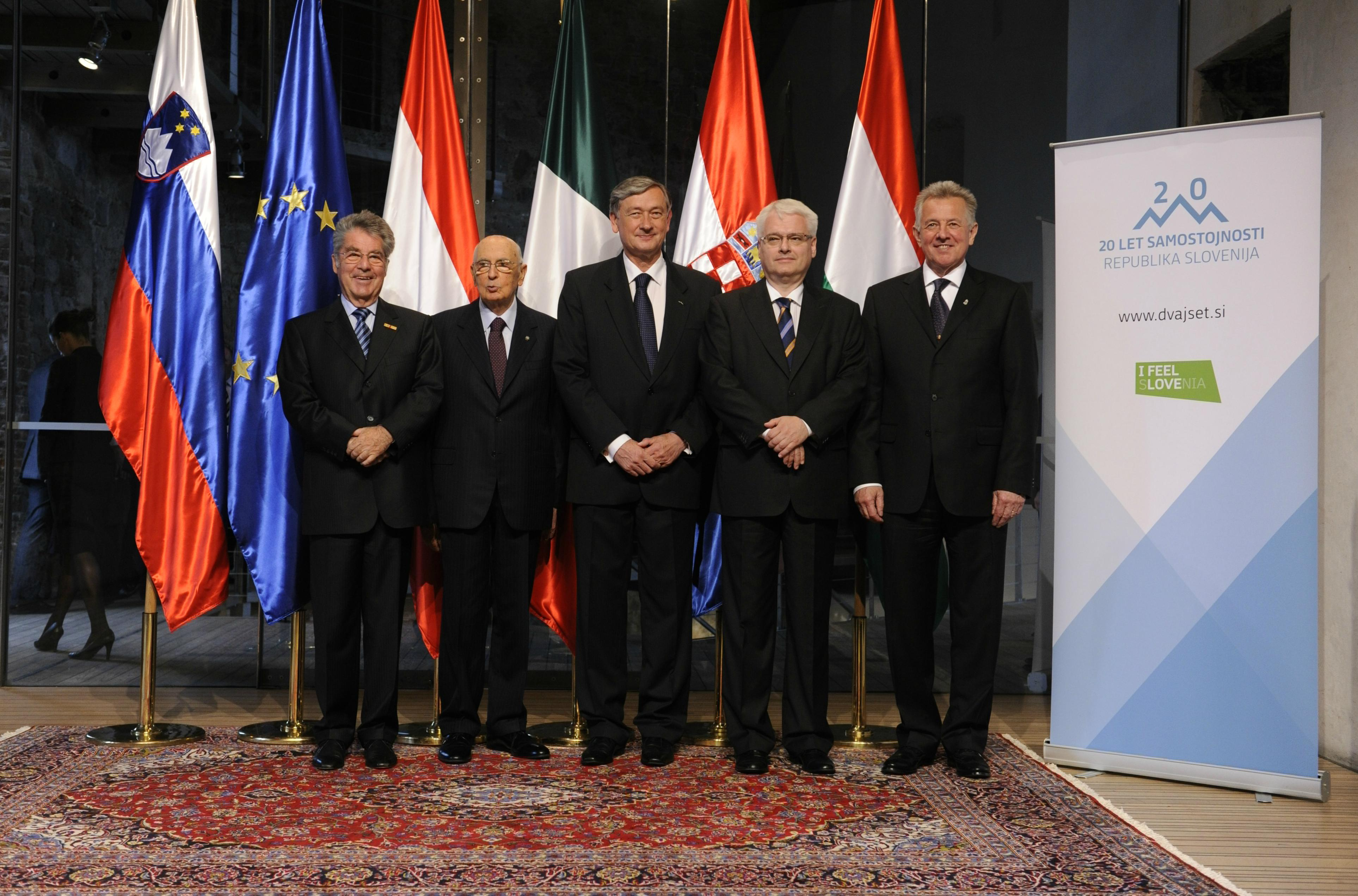
Reunión entre los presidentes de Austria, Croacia, Hungría, Italia y Eslovenia en 2011

Croacia y Hungría han firmado 133 tratados diferentes y otros acuerdos. Algunos fueron firmados originalmente por Hungría y la República Federativa Socialista de Yugoslavia, mientras que Croacia logró documentos relevantes de acuerdo con las decisiones del Comité de Arbitraje de Badinter. En diciembre de 2011 seguían vigentes 96 tratados, regulando diversos aspectos de las relaciones entre los países (incluidos los derechos de las minorías, las relaciones diplomáticas, la cooperación cultural y científica, las relaciones comerciales y económicas, la navegación por el río Drava, el control de fronteras y el transporte aéreo). Se firmaron acuerdos de libre comercio, pero desde entonces se han derogado mediante la adopción de acuerdos similares con la Unión Europea. También hubo acuerdos con un período limitado de aplicación, relacionados con la seguridad de eventos deportivos.

Croacia y Hungría son miembros de varias organizaciones multinacionales, entre ellas la Organización de las Naciones Unidas, la Organización para la Seguridad y la Cooperación en Europa, el Consejo de Europa, la OTAN, la Organización Mundial del Comercio y la Iniciativa de Centro Europa. Además, Hungría es miembro de la Unión Europea (UE). El 9 de diciembre de 2011, Croacia firmó un tratado de adhesión a la UE, y se convirtió en miembro el 1 de julio de 2013. Ambos países participan también en la formulación y ejecución de la Estrategia del Danubio, centrada en el transporte, el desarrollo medioambiental y económico del Danubio y en la que participan todos los países situados a lo largo de sus riberas.

## Historia

### Unión personal

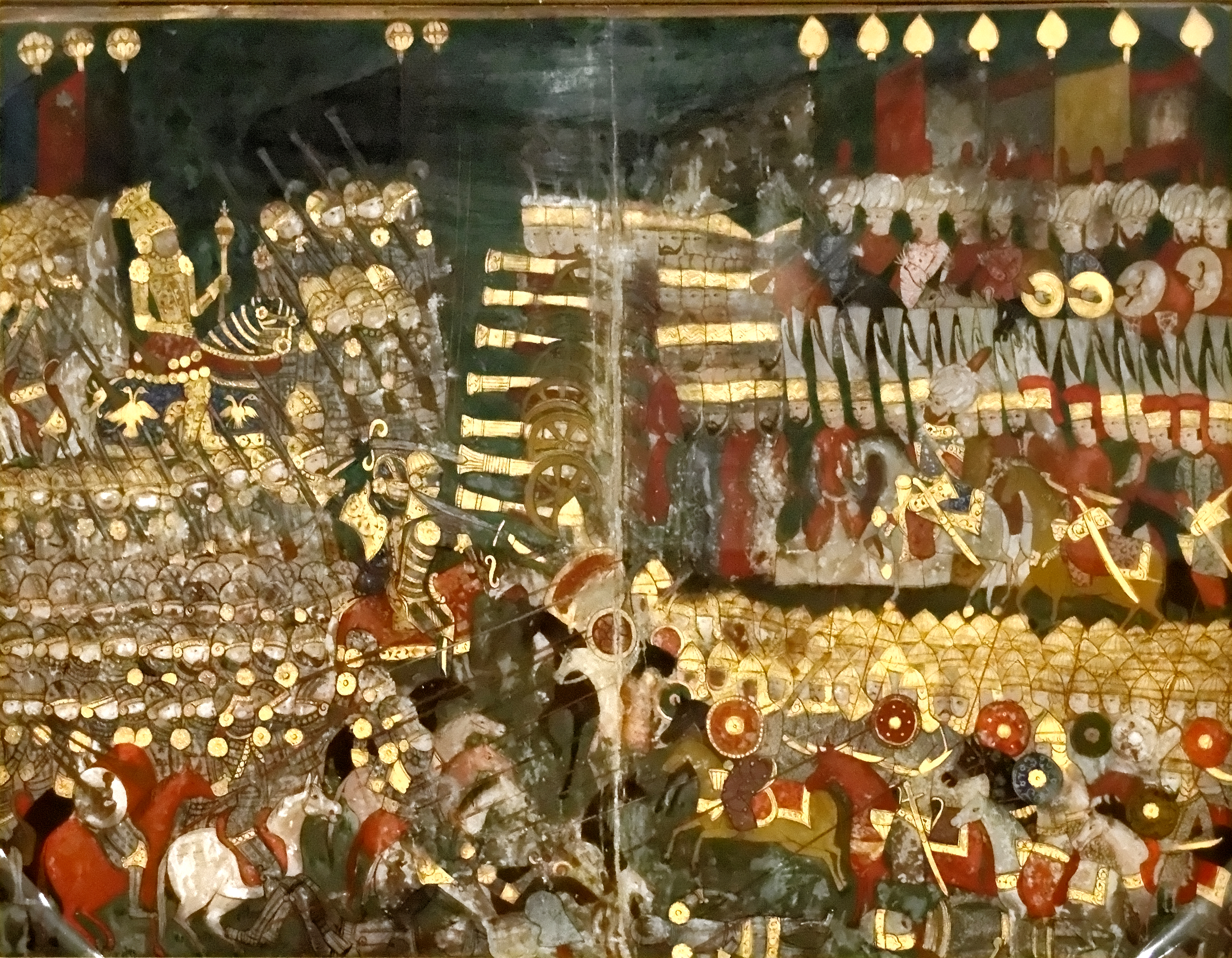
Batalla de Mohács en una miniatura otomana

Cuando Stjepan II de Croacia murió en 1091, terminando la dinastía Trpimirović en el reino medieval de Croacia, Ladislao I de Hungría reclamó la corona croata. La oposición al reclamo llevó a una guerra y a la unión personal de Croacia y de Hungría en 1102, gobernada por Colomán. Durante los cuatro siglos siguientes, Croacia fue gobernada por el Sabor y un Ban de Croacia elegido por el rey. Este período vio una creciente amenaza de conquista otomana y una lucha contra la República de Venecia por el control de las zonas costeras. Los venecianos ganaron el control sobre la mayor parte de Dalmacia en 1428, excepto la ciudad-estado de Dubrovnik, que se hizo independiente. Las conquistas otomanas condujeron a la batalla de 1493 del campo de Krbava y a la Batalla de Mohács de 1526, ambas terminando en decisivas victorias otomanas contra los ejércitos húngaros y croatas. El rey Luis II murió en Mohács; en 1527, la asamblea de la nobleza croata reunida en Cetin eligió a Fernando I de la Casa de Habsburgo como el nuevo gobernante de Croacia bajo las condiciones de que él proporcionara protección a Croacia contra el Imperio Otomano y respetara sus derechos políticos. En el desorden político, la nobleza húngara eligió simultáneamente a dos reyes: János Szapolyai y Fernando I. Con la conquista de Buda por los otomanos en 1541, la parte restante de Hungría no gobernada por los otomanos (conocida como la Hungría real) fue anexada por los Habsburgo; gobernaban como reyes de Hungría, manteniendo así los reinos de Hungría y Croacia bajo una sola corona.

### La gobernación de los Habsburgo

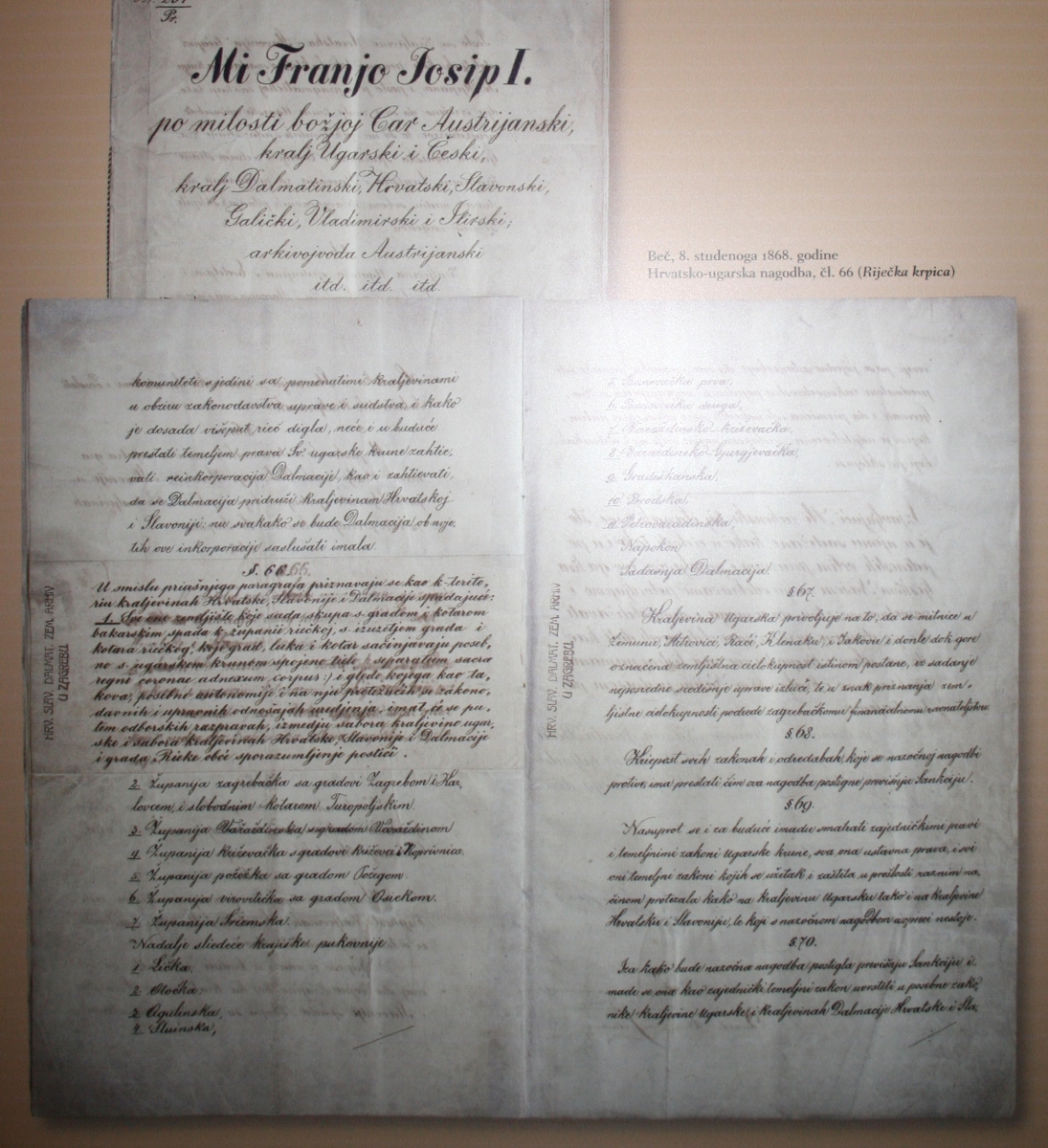
El acuerdo croata-húngaro de 1868

Durante las décadas de 1830 y 1840, el nacionalismo romántico apareció en Croacia, inspirando el Renacimiento Nacional Croata (una campaña política y cultural que defendía la unidad de todos los eslavos del sur en el imperio). Su enfoque principal fue el establecimiento de un lenguaje estándar como contrapeso al húngaro y la promoción de la literatura y la cultura croatas. Durante la revolución húngara de 1848, Croacia se alineó con los austríacos; el Ban Josip Jelačić ayudó a derrotar a las fuerzas húngaras en 1849, iniciando un período de germanización. En la década de 1860, el fracaso de la política se hizo evidente, llevando al compromiso austrohúngaro de 1867 y a la creación de una unión personal entre las coronas del Imperio austríaco y el Reino de Hungría. El tratado eliminó el problema del estatus de Croacia en Hungría; esto fue resuelto por el acuerdo croata-húngaro de 1868, cuando los reinos de Croacia y Eslavonia se unieron en un solo reino. El Reino de Dalmacia permaneció bajo el control austriaco de facto, mientras que Rijeka conservó su estatus de corpus separatum introducido en 1779. Después de que Austria-Hungría ocupase Bosnia y Herzegovina siguiendo el tratado de 1878 de Berlín, la frontera militar croata fue abolida y el territorio volvió a Croacia en 1881. Los esfuerzos para reformar Austria-Hungría, que implicaban la federalización con Croacia como una unidad federal, fueron detenidos por la Primera Guerra Mundial. El 29 de octubre de 1918, el Sabor declaró su independencia y decidió unirse al recién formado Estado de los Eslovenos, Croatas y Serbios, poniendo fin al régimen de los Habsburgo y a la unión personal con Hungría después de 816 años.

### Tratado de Trianón y Segunda Guerra Mundial

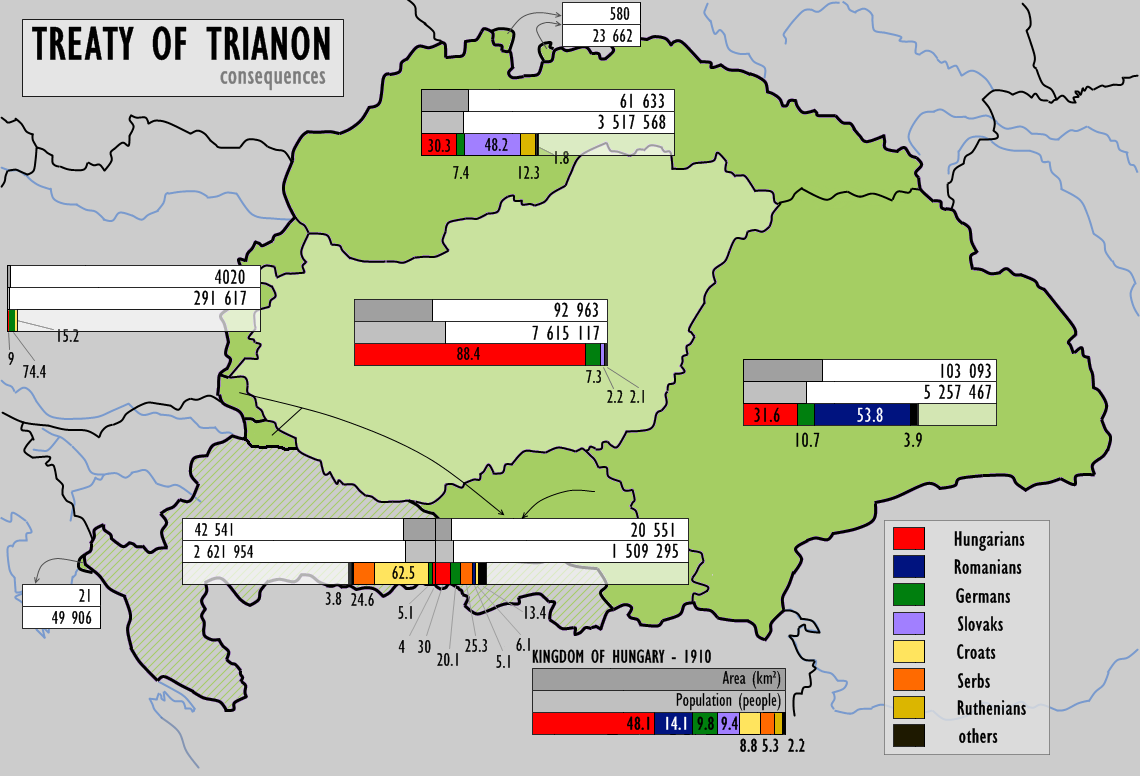
Los cambios territoriales del Tratado de Trianón

El Tratado de Trianón fue firmado en 1920, al final de la Primera Guerra Mundial, entre los Aliados de la Primera Guerra Mundial y Hungría (como uno de los sucesores de Austria-Hungría). El tratado reguló el estatuto del Estado húngaro independiente y definió sus fronteras. En comparación con el Reino de Hungría previo a la guerra (como parte de Austria-Hungría), la nueva Hungría perdió el 72% de su territorio. Los principales beneficiarios de la división territorial del reino de Hungría fueron Rumanía, Checoslovaquia y el Reino de los Serbios, Croatas y Eslovenos. El tratado estableció la frontera sur de Hungría a lo largo de los ríos Drava y Mura (excepto en Baranya, donde Hungría solo conservó la parte norte del condado). El 4 de diciembre de 1918, el Estado de los Eslovenos, Croatas y Serbios (que comprende la actual Croacia) se unió con el Reino de Serbia para formar el Reino de los Serbios, Croatas y Eslovenos.
La invasión de Yugoslavia por las Potencias del Eje comenzó el 6 de abril de 1941, durante la Segunda Guerra Mundial, y terminó con la rendición incondicional del Real Ejército Yugoslavo el 17 de abril de 1941. Durante ese tiempo, el 12 de abril el tercer ejército húngaro cruzó la frontera (avanzando en Međimurje y la Baranya meridional). Estas conquistas territoriales fueron revertidas por los partisanos yugoslavos y el Ejército Rojo en 1944 y 1945 y confirmadas por los tratados de paz de París de 1947. En la Guerra Fría, las relaciones húngaro-croatas fueron dictadas sustancialmente por la Unión Soviética, el cual dominaba el bloque oriental, que incluía a Hungría y a la Yugoslavia gobernada por los comunistas (que a su vez incluía a Croacia como su parte constituyente), según lo definido por la ruptura Tito-Stalin. Esta situación terminó con las revoluciones de 1989, el fin del comunismo en Hungría y la disolución de Yugoslavia.

### La caída del comunismo y la independencia de Croacia
Hungría reconoció la independencia croata el 15 de enero de 1992 (junto el resto de los Estados miembros de la Comunidad Económica Europea), y estableció relaciones diplomáticas tres días después. Durante la guerra de independencia croata, Croacia fue armada por varios países (incluyendo Hungría) a pesar del embargo de armas impuesto por las Naciones Unidas. En diciembre de 2011, Hungría y Croacia tenían 96 tratados y acuerdos que regulaban una amplia gama de actividades y relaciones (incluidas las cuestiones diplomáticas, culturales, económicas, de energía, de transporte, de educación, de minorías y otras). Además, Hungría apoyó la solicitud de adhesión de Croacia a la OTAN y la adhesión de Croacia a la Unión Europea.

## Economía

### Hungría → Croacia
| Millón (€)  | 2012     | 2013     | 2014    | 2015     |
| ----------- | -------- | -------- | ------- | -------- |
| Exportación | 1,266.71 | 1,115.98 | 1,188.7 | 1,491.1  |
| Importación | 341.77   | 340.19   | 419.76  | 439.02   |
| Balance     | 924.95   | 775.78   | 768.97  | 1,052.13 |

Inversionistas húngaros más importantes en Croacia: MOL-INA, OTP Bank, TriGránit, AdriaticHolidays.